# Zweedse puzzel

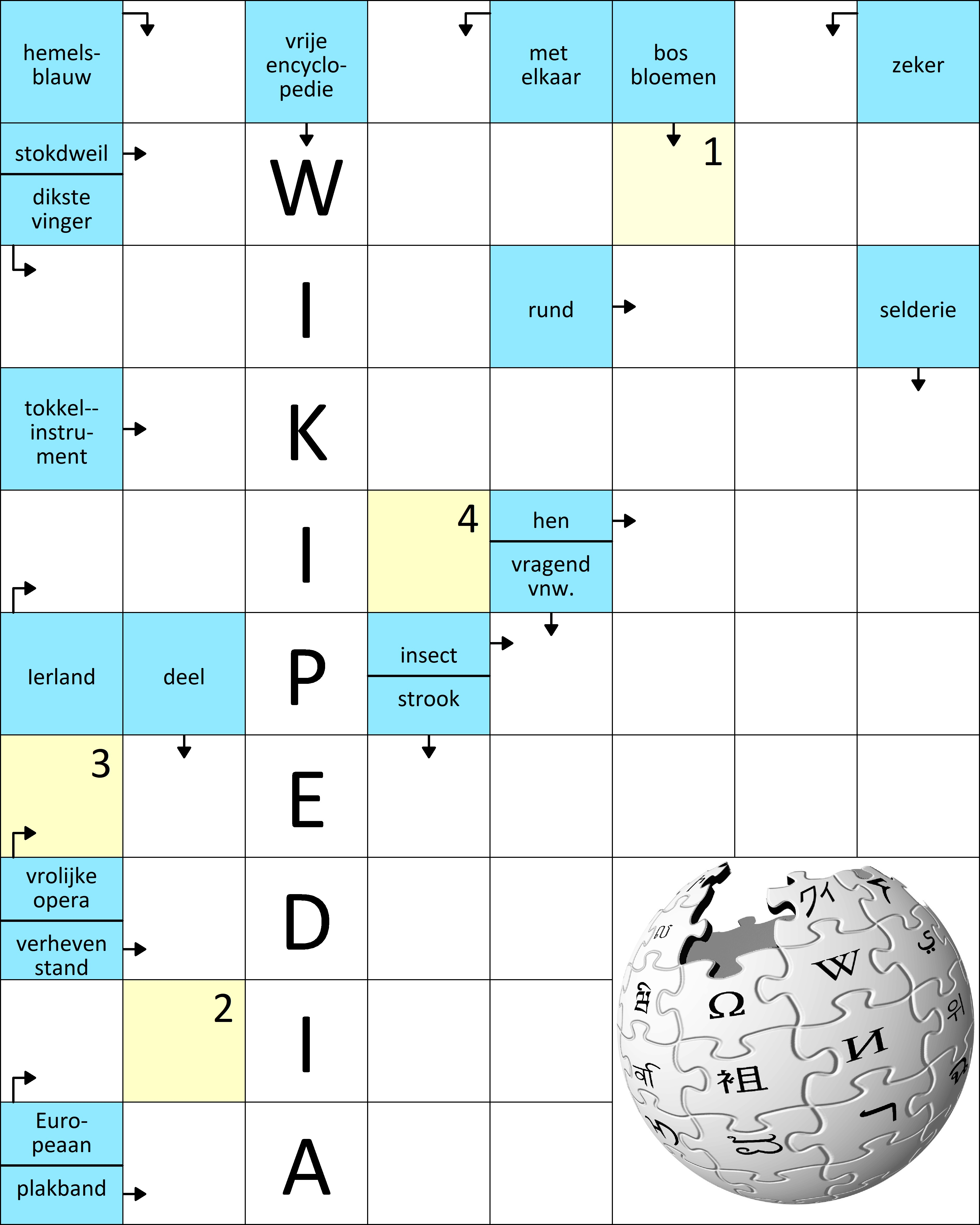
Zweedse puzzel

Een Zweedse puzzel of Zweeds raadsel werkt hetzelfde als een kruiswoordpuzzel, maar de omschrijvingen van de in te vullen woorden staan in het diagram (op de plaats van de normaal gesproken zwarte vakjes), met een pijltje dat de richting aangeeft waarin het woord moet worden ingevuld. Tevens bestaat (vanwege de beperkte ruimte) de omschrijving van elk woord meestal slechts uit één of twee woord(en) wat dan een synoniem betreft van het te raden woord. Bij een gewone kruiswoordpuzzel is dit niet het geval en staan er als omschrijvingen soms hele zinnen, uitdrukkingen of spreekwoorden.
Vergeleken met een klassieke kruiswoordpuzzel heeft een Zweedse puzzel beduidend grotere vakjes, om de tekst in de vakjes leesbaar te houden; en een Zweedse puzzel is vrijwel nooit symmetrisch opgebouwd. Vaak is binnen het diagram een foto opgenomen. Deze foto kan ook een van de opgaven zijn. Er moet dan bijvoorbeeld ergens in de puzzel ingevuld worden wie of wat er op de foto is te zien.

## Scandinavië

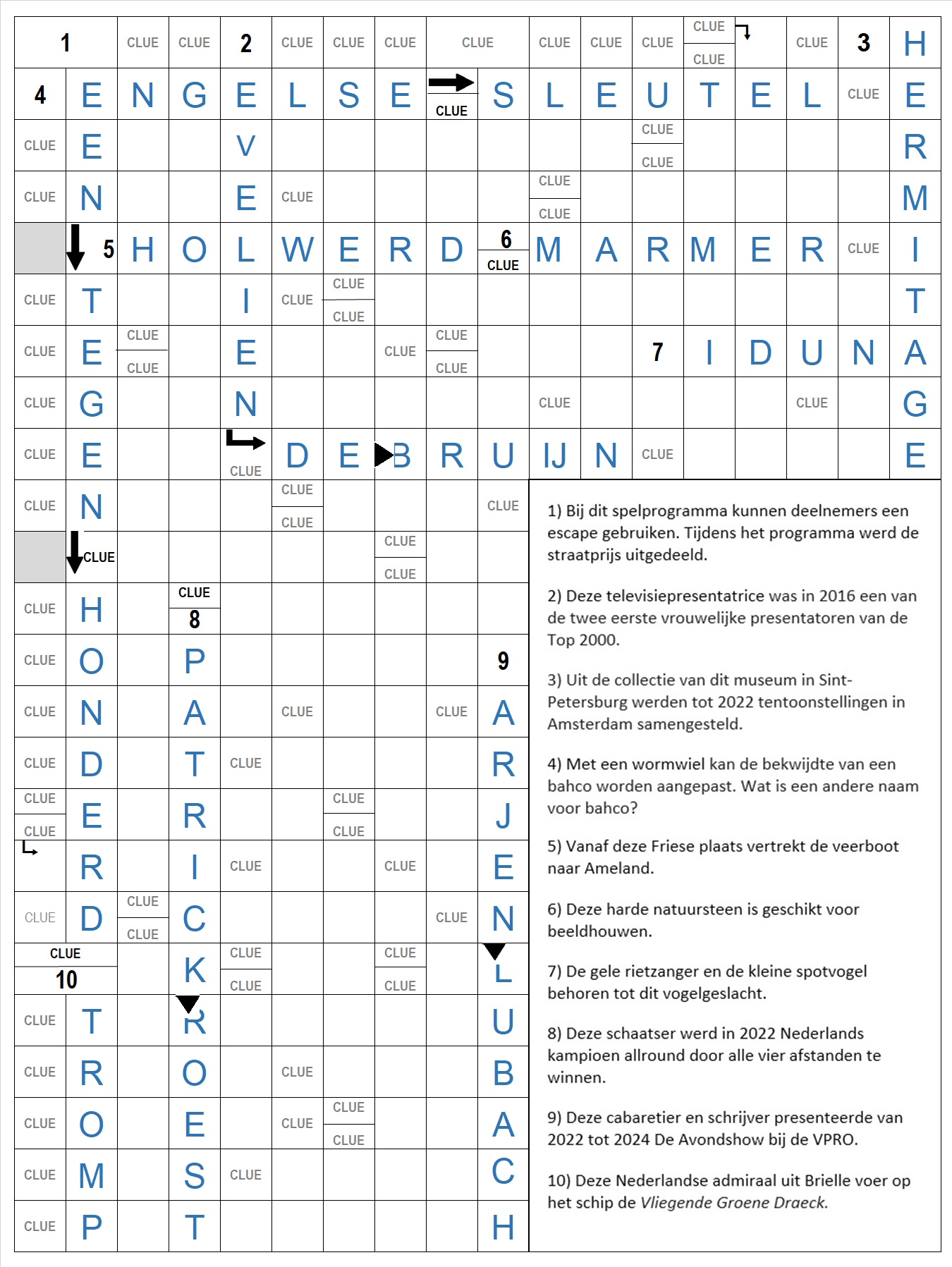
Impressie van het uiterlijk van een Zweedse puzzel zoals die bijvoorbeeld in de Deense krant Politiken verschijnt.

Op 24 september 1924 publiceerde het Kopenhaagse dagblad Berlingske Tidende de eerste Deense kruiswoordpuzzel. In datzelfde jaar verschenen ook het eerste Deense puzzelboekje, in hetzelfde jaar dat in de Verenigde Staten het eerste onafhankelijke Engelse kruiswoordpuzzelboekje verscheen. 
Pas enkele jaren later zouden de eerste 'Zweedse' kruiswoordpuzzels verschijnen met omschrijvingen binnen het diagram. Het is onzeker of dit puzzeluiterlijk een Deense of een Zweedse oorsprong heeft.
Zeker is wel dat de 'Berlingske Tidende' in 1948 voor het eerst kruiswoordpuzzels publiceerde met omschrijvingen binnen het puzzeldiagram. De omschrijvingen stonden in de vakjes die bij normale kruiswoordpuzzels zwart of gekleurd zijn. In 1948 diende Berlingske Tidende een octrooiaanvraag in voor dit puzzeldiagram, en slaagde erin exclusieve rechten te hebben tot 1952, toen de octrooiaanvraag uiteindelijk werd afgewezen. Dit puzzeluiterlijk werd in Scandinavië erg populair onder de naam 'Zweedse puzzels'.
In Scandinavië hebben Zweedse puzzels soms een iets ander uiterlijk dan in Nederland. Het meest opvallend is het grote vak met langere omschrijvingen binnen het diagram. De nummers van die omschrijvingen corresponderen met een nummer in het puzzel. 
De vakjes met omschrijvingen hebben in Scandinavië maar zelden richtingpijltjes. Soms worden meerdelige of samengestelde namen gevraagd. Bijvoorbeeld ‘Foppe de Haan’. In het diagram wordt dat grafisch aangegeven met diverse pijlvormen. Dat kunnen ook pijlen ‘om een hoek’ zijn.

## Tweetalige puzzels

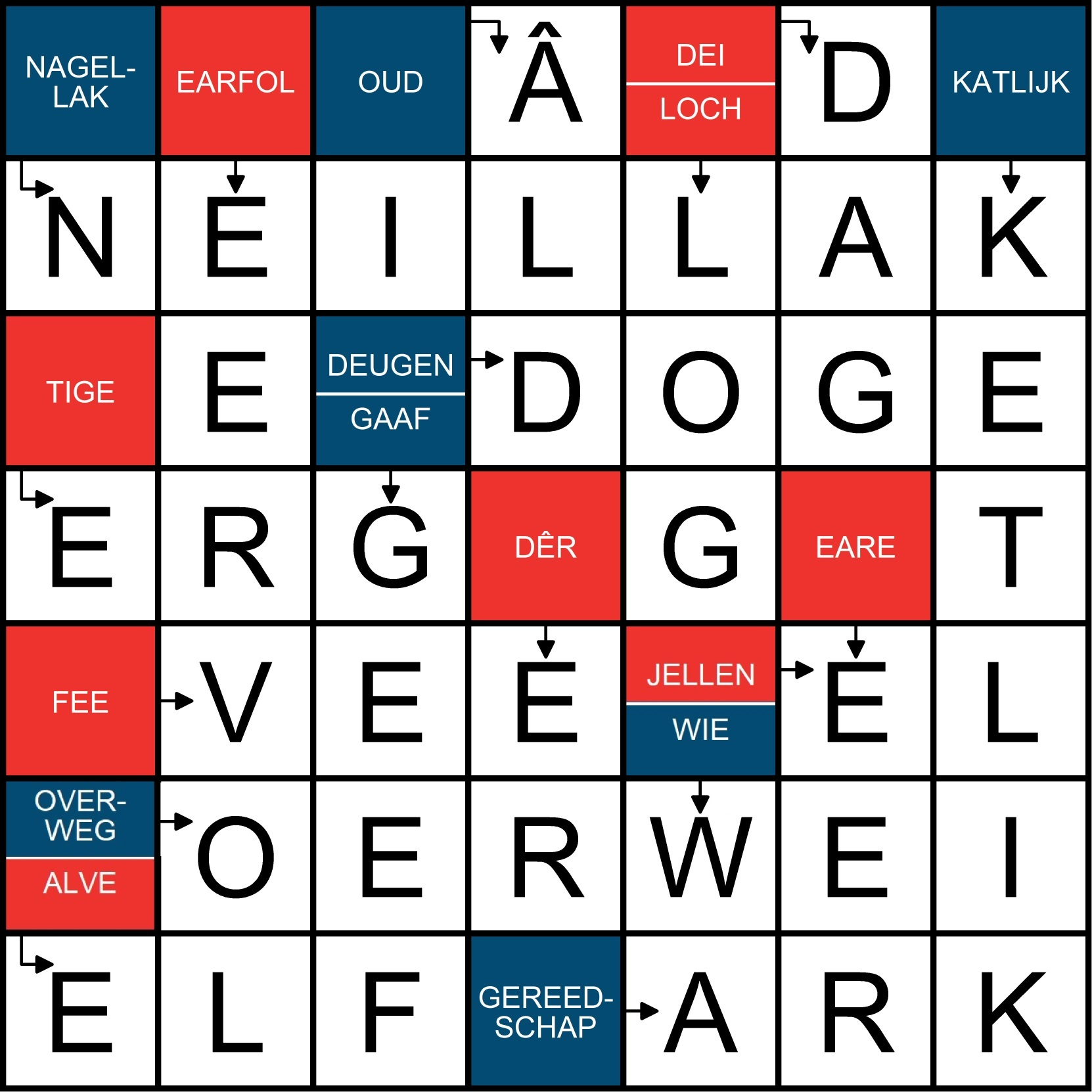
Voorbeeld van een tweetalige puzzel

Begin 2009 maakte de Franse hoogleraar Jérémy Arki tweetalige puzzels: zijn Frans-Engelse puzzels bestonden uit Franse omschrijvingen met een oplossingswoord in het Engels, en Engelse omschrijvingen met een Frans oplossingswoord. Het rooster bevatte daardoor een mengeling van Franse en Engelse woorden. De rode vakjes vroegen om een Engels woord en de blauwe vakjes vroegen om een Frans woord. De puzzels verschenen vanaf 17 juli 2009 in Le Monde 2 en daarna in Le Monde Magazine. De puzzels bestonden uit een diagram van 9x9. De gemakkelijke diagrammen waren meestal gevuld met eenvoudige vertalingen. Yn de moeilijker diagrammen nam Arki meer vrijheid door het gebruiken van omschrijvingen uit de Franse en Angelsaksische culturen, en ook in de woordkeuze binnen de diagramrooasters. Sommige puzzels hadden een thema.
Aanvulpuzzel
· anagrampuzzel
· citaatpuzzel
· cryptogram
· doorloper
· droedel
· filippine
· hartbrekerpuzzel
· kruiswoordpuzzel
· paardensprong
· paspuzzel
· pentagrampuzzel
· petpuzzel
· rebus
· scrabble
· slashpuzzel
· spiraalpuzzel
· taartpuzzel
· weefpuzzel
· woordritsen
· woordladder
· woordvlechten
· woordworm
· woordzoeker
· wordfeud
· wordle
· wurdian
· Zweedse puzzel